# Ransol
Ransol é uma localidade de Andorra, situada na paróquia de Canillo. Situada a 1.745 metros de altitude, sua população em 2024 foi estimada em 662 habitantes.